# 况桂森
况桂森（？—？），广西临桂人，清朝政治人物 ，同進士出身。

## 生平
咸丰六年（1856年）丙辰，廣西補行在前一年因太平天國耽擱的乙卯科鄉試，况桂森中式举人。同治元年（1862年），中式壬戌科第三甲进士。任太平府教授。翁同龢門人。